# Szociáldemokrata Párt (Andorra)
A Szociáldemokrata Párt (katalánul Partit Socialdemòcrata d'Andorra) egy balközép szociáldemokrata párt Andorrában. A párt olyan értékeket képvisel, mint a társadalmi egyenlőség, a jóléti rendszer fejlesztése és a demokratikus irányítás megerősítése.
A pártot 2001 márciusában, a parlamenti választások ellőtt alapították, amikor a Nemzeti Demokrata Csoport ketté szakadt, és megalakult a Demokrata Párt is. Az új párt a szavazatok 28,7%-át szerezte meg, és hat helyet nyert a parlamentben.
A párt 2009-ben jelentős sikert ért el, amikor megnyerte a parlamenti választásokat, és Jaume Bartumeu Cassany lett az ország kormányfője. Jelenleg[mikor?] a párt az Európai Szocialisták Pártjának megfigyelői státuszú tagja, ami erősíti kapcsolatát az európai szociáldemokrata mozgalmakkal. A párt aktívan részt vesz Andorra politikai életében, és továbbra is a progresszív politika egyik fő képviselője az országban.

## Fordítás
Ez a szócikk részben vagy egészben  a   Social Democratic Party (Andorra) című angol Wikipédia-szócikk ezen változatának fordításán alapul.  Az eredeti cikk szerkesztőit annak laptörténete sorolja fel. Ez a jelzés csupán a megfogalmazás eredetét és a szerzői jogokat jelzi, nem szolgál a cikkben szereplő információk forrásmegjelöléseként.